# Perses (Titanide)
 For alternative betydninger, se Perses. (Se også artikler, som begynder med Perses)
Titaniden Perses var barn af Eurybia og Kreios.
Derpå den stolte gudinde Eurybia, elsket af Kreios,
Fødte den store Astraios og Pallas og endelig Perses
han, der har strålende ry blandt alle i kraft af sin visdom."
Lene Andersens oversættelse.
Med Titaniden Asteria er Perses far til, den uhyggelige gudinde Hekate
| Mytologi | Spire Denne artikel om mytologi er en spire som bør udbygges. Du er velkommen til at hjælpe Wikipedia ved at udvide den. |